# Боднарівська сільська рада (Ярмолинецький район)
Боднарі́вська сільська́ ра́да — колишня адміністративно-територіальна одиниця та орган місцевого самоврядування в Ярмолинецькому районі Хмельницької області. Адміністративний центр — село Боднарівка.

## Загальні відомості
- Територія ради: 12,36 км²
- Населення ради: 406 осіб (станом на 2001 рік)
- Територією ради протікає річка Ушиця

## Населені пункти
Сільській раді були підпорядковані населені пункти:
- с. Боднарівка
- с. Борбухи

## Склад ради
Рада складалася з 16 депутатів та голови.
- Голова ради:
- Секретар ради: Шпак Наталія Миколаївна

### Керівний склад попередніх скликань
| Прізвище, ім'я, по батькові | Основні відомості                                                             | Дата обрання | Дата звільнення |
| --------------------------- | ----------------------------------------------------------------------------- | ------------ | --------------- |
| Яцентюк Надія Михайлівна    | Сільський голова, 1954 року народження                                        | 17.12.2006   | 18.11.2009      |
| Гусак Василь Васильович     | Сільський голова, 1977 року народження, освіта вища, член партії Єдиний Центр | 31.10.2010   | 01.01.2014      |

Примітка: таблиця складена за даними сайту Верховної Ради України

### Депутати
За результатами місцевих виборів 2010 року депутатами ради стали:

#### За суб'єктами висування
| Суб'єкт висування | Кількість обраних депутатів | %    |
| ----------------- | --------------------------- | ---- |
| Самовисування     | 9                           | 56,3 |
| Партія регіонів   | 6                           | 37,5 |
| Народна партія    | 1                           | 6,3  |

#### За округами
| № округу        | Прізвище, ім'я, по батькові   | Дата визнання обраним | Освіта             | Партійна приналежність | Відомості про обраного депутата                           |
| --------------- | ----------------------------- | --------------------- | ------------------ | ---------------------- | --------------------------------------------------------- |
| Народна Партія  |                               |                       |                    |                        |                                                           |
| 8               | Боднарчук Олег Вікторович     | 04.11.2010            | середня спеціальна | позапартійний          | тимчасово не працює                                       |
| Партія регіонів |                               |                       |                    |                        |                                                           |
| 1               | Кухар Марія Миколаївна        | 04.11.2010            | середня спеціальна | член Партії регіонів   | фельдшерський пункт, завідувачка                          |
| 2               | Московчук Лариса Іванівна     | 04.11.2010            | вища               | член Партії регіонів   | Боднарівська сільська рада, головний бухгалтер            |
| 3               | Гетьман Ніла Анатоліївна      | 04.11.2010            | вища               | член Партії регіонів   | центр поштового зв'язку № 8, головний бухгалтер           |
| 7               | Літвінова Ольга Дмитрівна     | 04.11.2010            | середня            | член Партії регіонів   | Ярмолинецьке районне споживче товариство, продавець       |
| 10              | Долішна Людмила Філамонівна   | 04.11.2010            | середня спеціальна | позапартійна           | тимчасово не працює                                       |
| 14              | Козлов Ігор Вікторович        | 04.11.2010            | середня спеціальна | член Партії регіонів   | тимчасово не працює                                       |
| Самовисування   |                               |                       |                    |                        |                                                           |
| 4               | Боровська Ольга Павлівна      | 04.11.2010            | середня            | позапартійна           | Шарівський вузол зв'язку, листоноша                       |
| 5               | Вальчук Леся Святославівна    | 04.11.2010            | середня            | позапартійна           | тимчасово не працює                                       |
| 6               | Долішній Анатолій Миколайович | 04.11.2010            | середня спеціальна | позапартійний          | Ярмолинецький Райавтодор, різноробочий                    |
| 9               | Шпак Олександр Леонідович     | 04.11.2010            | середня спеціальна | позапартійний          | фермерське господарство «Наталі», голова                  |
| 11              | Масяк Ганна Миколаївна        | 04.11.2010            | середня            | позапартійна           | пенсіонер                                                 |
| 12              | Зубко Лілія Станіславівна     | 04.11.2010            | середня            | позапартійна           | Боднарівський сільський клуб, завідувачка                 |
| 13              | Шпак Наталія Миколаївна       | 04.11.2010            | вища               | позапартійна           | Боднарівська сільська рада, секретар                      |
| 15              | Лукашик Алла Анатоліївна      | 04.11.2010            | середня            | позапартійна           | Борбухівський фельдшерсько-акушерський пункт, завідувачка |
| 16              | Сокол Лідія Василівна         | 04.11.2010            | середня спеціальна | позапартійна           | Територіальний центр, соціальний працівник                |